# Fiji nos Jogos Olímpicos de Verão de 1972
Fiji competiu nos Jogos Olímpicos de Verão de 1972 em Munique, Alemanha Ocidental. O país não ganhou medalhas.

## Resultados por Evento

### Atletismo
5.000 m masculino:
- Usaia Sotutu - Eliminatórias: 15:24.2 (não avançou)

10.000 m masculino:
- Usaia Sotutu - não competiu

3.000 m com obstáculos masculino
- Usaia Sotutu - Eliminatórias: 9:12.0 (não avançou)

400 m feminino:
- Samuela Yavala - Eliminatórias: 47.78 (não avançou)

Salto em distância feminino:
- Samuela Yavala - não competiu